# Rudolf Brandsch

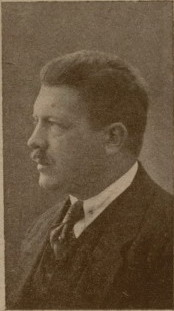
Rudolf Brandsch, deputat de Sibiu, 1926

Rudolf Brandsch (n. 22 iulie 1880, Mediaș, Austro-Ungaria – d. 1953, închisoarea Doftana, județul Prahova) a fost un politician sas transilvănean, deputat în Parlamentul Ungariei și în Parlamentul României, deținut politic.

## Originea și studiile
Rudolf Brandsch provenea dintr-o familie de preoți din Transilvania. A continuat tradiția familiei, studiind teologia și filozofia la universitățile din Marburg, Berlin, Jena și Cluj.

## Cariera politică

### În Austro-Ungaria
Brandsch s-a aflat în cercul din jurul principelui moștenitor Franz Ferdinand, alături de Edmund Steinacker.
Din 1910 a fost deputat în Parlamentul de la Budapesta. În 1913 a devenit coproprietar al ziarului Budapester Tagblatt, înființat de Steinacker în 1880, care susținea ideile federaliste ale principelui Franz Ferdinand.
Din 1913 până în 1919 a editat ziarul Deutsches Bauernblatt⁠(de)[traduceți], care se adresa țărănimii de limba germană din Ungaria, ca o contrapondere la politica guvernamentală de maghiarizare.

### În Regatul României
A fost deputat de Sibiu prin 1926. În perioada aprilie 1931 - septembrie 1932 a fost subsecretar de stat pentru problemele minorităților naționale în cabinetul Iorga.
În perioada interbelică a fost președintele Asociației germanilor din România (Verband der Deutschen in Rumänien), înființată în 1921, pe care a condus-o până în 1931, organizație precursoare a Grupului Etnic German din România.
Rudolf Brandsch a înființat și condus Kulturamt der Deutschen in Rumänien (Institutul cultural al germanilor din România), pentru protejarea bunurilor culturale ale germanilor din România.

## Detenția
A fost arestat pe 12 august 1952 și a murit în închisoare.

## Scrieri
- Die ungarländischen Deutschen und die ungarische Volkszählung 1910, in: Deutsch-Österreich 1 (1913), p. 48-55;
- Edmund Steinacker und die deutsche Bewegung im alten Ungarn, in: Auslandsdeutsche Volksforschung 1 (1937), p. 465-470.